# Giovanni Caselli
Giovanni Caselli (ur. 1815 w Sienie, zm. 1891 we Florencji) – włoski duchowny i wynalazca.
W latach 1841–1849 mieszkał w Modenie jako nauczyciel dzieci markiza di San Vitale, po stłumieniu Wiosny Ludów został wydalony z Księstwa Modeny i Reggio i udał się do Francji. W 1861 zbudował tam pantelegraf (zwany też fototelegrafem) - urządzenie kopiujące na odległość rysunki konturowe. W 1865 połączył linią pantelegraficzną Paryż i Lyon, później zainstalował swoje urządzenia również w Londynie i Liverpoolu.